# Bogusław Rej
Bogusław Rej z Nagłowic herbu Oksza (1646–1700) – syn Andrzeja Reja (sekretarza i dworzanina królewskiego, często mylonego ze swym stryjem Andrzejem Rejem – dyplomatą, dworzaninem i aktywnym działaczem kalwińskim) oraz Teofili z Raciborska Morsztyn h. Leliwa, siostry Jana Andrzeja Morsztyna, podskarbiego i poety. Praprawnuk Mikołaja Reja z Nagłowic pisarza.
Odebrał staranne wykształcenie na Uniwersytecie we Franker, wzorem swojego ojca. Wzorem poprzednich 4 pokoleń rodziny był patronem zboru ewangelicko-reformowanego w Oksie, aż do 1678 roku kiedy to kościół w Okszy przejęli siłą katolicy. Nie przejawiał większej energii w próbie jego obrony i był dość letni w działalności kościelnej - wziął udział tylko w jednym synodzie w 1699. Został najprawdopodobniej pochowany w kościele kalwińskim w Łapczyńskiej Woli.
Dziedzic dóbr: Nagłowice, Oksa, Kossowo, Pawężów, Błogoszów i innych w ziemi krakowskiej oraz dóbr Dupniewy i Dupniewice w Wielkopolsce; po ojcu  starosta małogoski i (rzekomo) podczaszy grabowiecki. Swoje dobra sukcesywnie wyprzedawał m.in. ok. 1695 roku Okszę i Nagłowice. 
Jako jeden z elektorów z ziemi sandomierskiej wystąpił 1669 r. na elekcji króla Michała Korybuta Wiśniowieckiego. Żonaty z katoliczką Zofią Kossowską h. Jelita (zm. ok. 1680) dzieci wychowyał w jej wyznaniu. 